# Guignardia traversoana
Guignardia traversoana är en svampart som beskrevs av Gonz. Frag. 1916. Guignardia traversoana ingår i släktet Guignardia och familjen Botryosphaeriaceae.   Inga underarter finns listade i Catalogue of Life.